# Chaos Legion
Chaos Legion (яп. カオス レギオン Каосу Рэгион, рус. Легион Хаоса, в локализации — Рыцари Хаоса) — компьютерная игра в жанре слэшер, разработанная компанией Capcom по одноименному роману То Убукаты. Выход локализованной российской PC-версии игры состоялся 1 июля 2005 года. Локализатором и издателем стала фирма «Акелла».
Сюжет Chaos Legion — готическая опера, которая начинается в ноябре 791 года г.а. (год дьявола). Главный герой, рыцарь Тёмных Глифов Зиг Вархейт, отправляется на поиски под командованием Ордена Святой Оверии, чтобы найти своего бывшего друга Виктора Делакруа, укравшего запрещённый талмуд «Апокрифы Изарка», и помешать ему освободить злого духа Азраила, который уничтожил бы три плана существования — Нижний Мир, Средний Мир и Небесный Мир.

## Игровой процесс
Геймплей в первую очередь ориентирован на конкретные действия. Многочисленные враги нападают на игрока «волнами», и чтобы перейти к следующей части уровня часто требуется победить всех врагов в текущей области. Главная особенность, которая придаёт оригинальность серии, это призыв легионов Хаоса — сверхъестественных существ, которые борются рядом с игроком. В то время как легион Хаоса вызван, Зиг Вархейт (персонаж) не в состоянии бегать и наносит слабые атаки ближнего боя. Легионами можно управлять до определенной степени: их тактика может переключаться между наступательной и оборонительной, и игрок может отдать приказ немедленно атаковать врага. В то время как легионы неактивны, Зиг может выполнять своего рода «специальные атаки», которые вызывают легион на короткое время для совместной атаки вместе с игроком.
В игре можно увеличить мощь легионов под командованием Зига, используя опыт, полученный в бою. Существует 4 основных направления для увеличения мощи легиона, а именно:
- Сила: увеличивает количество легионеров при вызове.
- Помощь: увеличивает продолжительность и мощность Вспомогательной атаки.
- Магия: даёт игроку преимущества всех специальных атак, предоставляемых легионом, без необходимости экипировать их.
- Атака и защита: увеличивает силу атаки и защиты этого легиона.

Помимо того, что опыт набирается в бою необходимый для «прокачиванивания» характеристик легиона, игрок также может собирать необходимые предметы, которые можно найти по мере прохождения миссий («Камень опыта»). Кроме самих легионов игроку также предоставляется возможность увеличить количество здоровья своего персонажа и показатель души (здоровье легиона) за счёт найденных соответствующих предметов — «Камень здоровья» и «Камень души». Можно также увеличивать защиту легиона, что делает их более устойчивым к атакам противника (также за счёт необходимых предметов).
В игре монстры делятся на два типа в зависимости от их защиты: есть органические и металлические монстры. Не каждый легион способен пробить защиту монстра. К примеру легион Вины способен нанести полноценный урон только по органическим монстрам, когда как Легион Злобы — по металлическим. В дальнейшем возможно прохождение за Арсию Ринслет — за неё можно пройти единственную миссию (10 миссия); в отличие от Зига, она не может использовать легионов, но она вооружена огнестрельным оружием (пистолетами), а также она умеет наносить урон в рукопашную (при помощи комбо ногами). В конце данной миссии игрок подбирает специальный артефакт, благодаря которому он способен в дальнейшем вернуться на предыдущие миссии для их повторного прохождения (до этого момента игроку такая возможность не открывается). В дальнейшем при повторном прохождении данной миссии сыграть за Арсию невозможно — только Зигом.
После первого прохождения той или иной миссии открывается тот или иной легион; при первом повторном прохождении, вместо легиона открывается специальный артефакт, способный увеличить количество показателей того или иного легиона в зависимости от того, на кого его применить (например, если ранее можно было «прокачать» атаку легиона до 10 очков, после улучшения доступны ещё 10). Дальнейшие повторные прохождения миссий таких артефактов не содержат (максимум откроется «Камень опыта»).

## Сюжет
Орден святой Оверии был одним из самых могущественных орденов Срединного Мира. Его последователи могли управлять душами и подчинять себе созданий из других миров. Однако Орден захотел ещё большей власти. Рыцарям Ордена, среди которых были Зигфрид Вархейт, Виктор Делакруа и Сиела Ривьер, было приказано освободить Дух Очищения — Азраил, которым Орден возжелал повелевать. Азраил оказался сильнее, чем предполагали кардиналы Святой Оверии, и паладины Ордена были вынуждены запечатать Врата Хаоса. Но Азраил успел найти надежного мессию в Среднем Мире.
Некоторое время спустя в Лотарле, Священном Граде, высокопоставленный член Ордена Тёмных Глифов подвергся покушению и был убит. Убийца похитил древний запретный талмуд, «Апокриф Изарка». Похититель скрылся, однако в нём опознали бывшего рыцаря Ордена — Виктора Делакруа. Говорили, что он отправился в Запретный Город, Изарк, неся разрушение и оставляя на своем пути полчища монстров. Азраил заронил своё зерно в душу Делакруа. Виктор, получивший огромную силу, считает, что все беды Ордена от порабощения душ усопших, что позволяет повелевать Легионами Хаоса — пришельцами из Мира Тьмы, могучей опорой Ордена. Но клиру нет дела до проповедей отступника. Глава рыцарей требует найти Делакруа и вернуть священный фолиант. Задание поручено Зигу Вархейту, некогда бывшему лучшим другом Делакруа.

## Оценки и критика
| Сводный рейтинг    | Сводный рейтинг | Сводный рейтинг |
| Издание            | Оценка          | Оценка          |
| Издание            | PC              | PS2             |
| ------------------ | --------------- | --------------- |
| GameRankings       | N/A             | 67,26 %         |
| Metacritic         | 37/100          | 65/100          |
| Иноязычные издания |                 |                 |
| Издание            | Оценка          | Оценка          |
| Издание            | PC              | PS2             |
| CGM                | [ 4 ]           | N/A             |
| CGW                | [ 5 ]           | N/A             |
| EGM                | N/A             | 7,83/10         |
| Eurogamer          | N/A             | 7/10            |
| Famitsu            | N/A             | 30/40           |
| Game Informer      | N/A             | 8,5/10          |
| GamePro            | N/A             | [ 10 ]          |
| GameRevolution     | N/A             | C−              |
| GameSpot           | 4,5/10          | 5,1/10          |
| GameSpy            | [ 14 ]          | [ 15 ]          |
| GameZone           | N/A             | 6,5/10          |
| IGN                | N/A             | 6,5/10          |
| OPM                | N/A             | [ 18 ]          |
| PC Gamer (US)      | 24 %            | N/A             |
| Maxim              | N/A             | 8/10            |
| Playboy            | N/A             | 63 %            |

Игра была встречена в целом весьма положительными отзывами на PlayStation 2, в среднем 65/100 на Metacritic и 67,26 % на Game Rankings, но имела очень негативные отзывы на ПК в среднем 37/100 на Metacritic и 46,60 % от Game Rankings. В Японии Famitsu оценила версию PS2 в 30 баллов из 40. Многие игровые журналы давали ту же консольную версию в среднем с положительными отзывами за несколько месяцев до ее выпуска в США. На AllGame игре дали две с половиной звезды из пяти прокомментировав: «начинается многообещающе и постепенно, чем дальше вы вникаете в него, становится все более утомительным. Это повторяется, и это повторяется не из-за огромного количества врагов, брошенных на вас, или упрощенного характера целей, а из-за ничтожного набора ходов, которые вы можете начать с главным героем». На Edge оценили игру на шесть из десяти, сказав, что она «не проверяет ни реакции, ни сам мозг в достаточной степени, чтобы заинтересовать вас».